# Сент-Чарлз (Кентуккі)
Сент-Чарлз (англ. St. Charles) — місто (англ. city) в США, в окрузі Гопкінс штату Кентуккі. Населення — 273 особи (2020).

## Географія
Сент-Чарлз розташований за координатами 37°11′29″ пн. ш. 87°33′14″ зх. д. / 37.19139° пн. ш. 87.55389° зх. д. (37.191462, -87.553962).  За даними Бюро перепису населення США в 2010 році місто мало площу 2,59 км², з яких 2,57 км² — суходіл та 0,02 км² — водойми.

## Демографія
Згідно з переписом 2010 року, у місті мешкало 277 осіб у 108 домогосподарствах у складі 78 родин. Густота населення становила 107 осіб/км².  Було 136 помешкань (53/км²).
Расовий склад населення:
| - 97,8 % — білих |

До двох чи більше рас належало 2,2 %. Частка іспаномовних становила 0,4 % від усіх жителів.
За віковим діапазоном населення розподілялося таким чином: 19,9 % — особи молодші 18 років, 64,2 % — особи у віці 18—64 років, 15,9 % — особи у віці 65 років та старші. Медіана віку мешканця становила 40,6 року. На 100 осіб жіночої статі у місті припадало 103,7 чоловіків;  на 100 жінок у віці від 18 років та старших — 105,6 чоловіків також старших 18 років.
Середній дохід на одне домашнє господарство  становив 28 802 долари США (медіана — 21 786), а середній дохід на одну сім'ю — 35 163 долари (медіана — 27 750). За межею бідності перебувало 45,4 % осіб, у тому числі 76,4 % дітей у віці до 18 років та 4,1 % осіб у віці 65 років та старших.
Цивільне працевлаштоване населення становило 93 особи. Основні галузі зайнятості: виробництво — 26,9 %, мистецтво, розваги та відпочинок — 17,2 %, освіта, охорона здоров'я та соціальна допомога — 16,1 %.